# Igor Arrieta
Igor Arrieta Lizarraga (Uharte Arakil, 8 dicembre 2002) è un ciclista su strada e ciclocrossista spagnolo che corre per l'UAE Team Emirates XRG; è professionista dal 2021.

## Biografia
È il figlio dell'ex ciclista José Luis Arrieta.

## Palmarès

### Strada
- 2021 (Lizarte, quattro vittorie)

2ª tappa Vuelta a Castellón (Onda > Onda)
3ª tappa Vuelta a Castellón (Castellón de la Plana > Vistabella del Maestrazgo)
Classifica generale Vuelta a Castellón
Campionati spagnoli, Prova a cronometro Under-23
- 2025 (UAE Team Emirates XRG, una vittoria)

Prueba Villafranca de Ordizia

#### Altri successi
- 2021 (Lizarte)

Prueba Loinaz
- 2022 (Equipo Kern Pharma)

Classifica giovani Gran Camiño
Classifica giovani Vuelta a Asturias
- 2025 (UAE Team Emirates XRG)

Classifica giovani Settimana Internazionale di Coppi e Bartali

### Cross
- 2019-2020

Cyclo-cross de Karrantza, Junior (Valle de Carranza)
Gran Premio Ciudad de Pontevedra, Junior (Pontevedra)
Trofeo San Andrés, Junior (Ametzaga)
Ziklo kross Igorre, Junior (Igorre)
Ciclo-cross Ciudad de Xàtiva, Junior (Xàtiva)
Cyclo-Cross Internacional Ciudad de Valencia, Junior (Valencia)
Campionati spagnoli, Junior

## Piazzamenti

### Grandi Giri
- Giro d'Italia

2025: 36º

### Competizioni mondiali
- Campionati del mondo di ciclocross

Bogense 2019 - Junior: 43º
Dübendorf 2020 - Junior: 40º
- Campionati del mondo su strada

Yorkshire 2019 - In linea Junior: 49º
Glasgow 2023 - In linea Under-23: 13º
Zurigo 2024 - In linea Under-23: 10º

### Competizioni europee
- Campionati europei su strada

Alkmaar 2019 - In linea Junior: ritirato
Plouay 2020 - Cronometro Junior: 10º
Plouay 2020 - In linea Junior: 23º
Trento 2021 - In linea Under-23: ritirato
Drenthe 2023 - In linea Under-23: 40º